# Tottenville

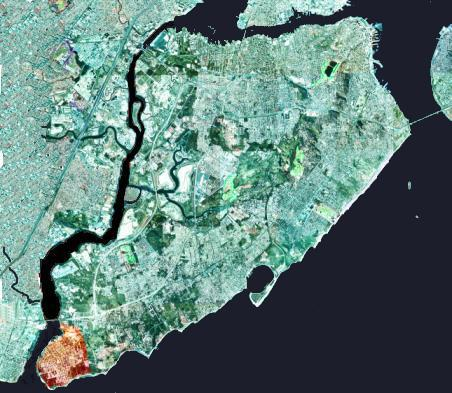
Lage Tottenvilles

Tottenville ist ein Stadtviertel am südwestlichen Ende des Stadtbezirks (Borough) Staten Island, New York City, der den südlichsten Punkt sowohl der Stadt als auch des Bundesstaates New York bildet.

## Lage
Tottenville grenzt an die New York Bay im Süden und an den Arthur Kill im Westen und Norden. Die Nachbarschaft ist geprägt von Wohngebieten, Parks und Zugang zum Wasser, insbesondere rund um den Conference House Park.

## Demografie
Das Viertel ist überwiegend weiß geprägt, mit einer starken italienisch-amerikanischen Community. Das durchschnittliche Haushaltseinkommen liegt über dem Durchschnitt von Staten Island. Die Eigentumsquote bei Immobilien ist hoch, was auf eine stabile, wohlhabende Wohnbevölkerung hindeutet.

## Geschichte
Die ersten Bewohner Tottenvilles waren die Unami, ein Stamm der Lenape-Indianer, deren Siedlungen entlang der Westküste Staten Islands verliefen. Im heutigen Conference House Park befindet sich Burial Ridge, das größte bekannte indianische Gräberfeld im Großraum New York.
Die ersten europäischen Siedler, darunter Wallonen aus Belgien, kamen 1624, zogen jedoch bald weiter. Im 18. Jahrhundert wurde Tottenville Teil der Town of Westfield.
Die Entwicklung des Viertels wurde im 19. Jahrhundert von der Totten-Familie geprägt, nach der der Stadtteil benannt ist. Die Familie gründete 1822 die Bethel Methodist Church, die bis heute eine zentrale Rolle spielt.
Tottenville war im 19. und frühen 20. Jahrhundert ein bedeutendes Zentrum für den Schiffbau und die Austernzucht mit mehreren bekannten Werften wie Totten’s Shipyard, Rutan Shipyard und anderen.

## Berühmte Persönlichkeiten
Zu den prägenden Persönlichkeiten zählt die Totten-Familie, insbesondere John Totten Sr., der Land für die Bethel Methodist Church stiftete. Die lokale Geschichte ist zudem eng mit der Entwicklung des Methodismus auf Staten Island verbunden, etwa durch Francis Asbury, der 1772 in Tottenville predigte.